# Natuurpark van de Bronnen
Het Natuurpark van de Bronnen (Frans: Parc naturel des Sources) is een natuurpark in de Ardennen in de Waalse provincie Luik. Het park is 148 vierkante kilometer groot en ligt in de gemeentes Spa en Stoumont. Het landschap wordt bepaald door bronnen, uitgestrekte bossen en venen (Veen van Malchamps). Het park is een samenwerking tussen waterproducent Spadel, vzw Domaine de Bérinzenne en de gemeentes Spa en Stoumont. Verschillende delen van het park zijn Europees beschermd als Natura 2000-gebied (Bois de la Géronstère, Fagnes de Malchamps et de Stoumont,...).

## Afbeeldingen

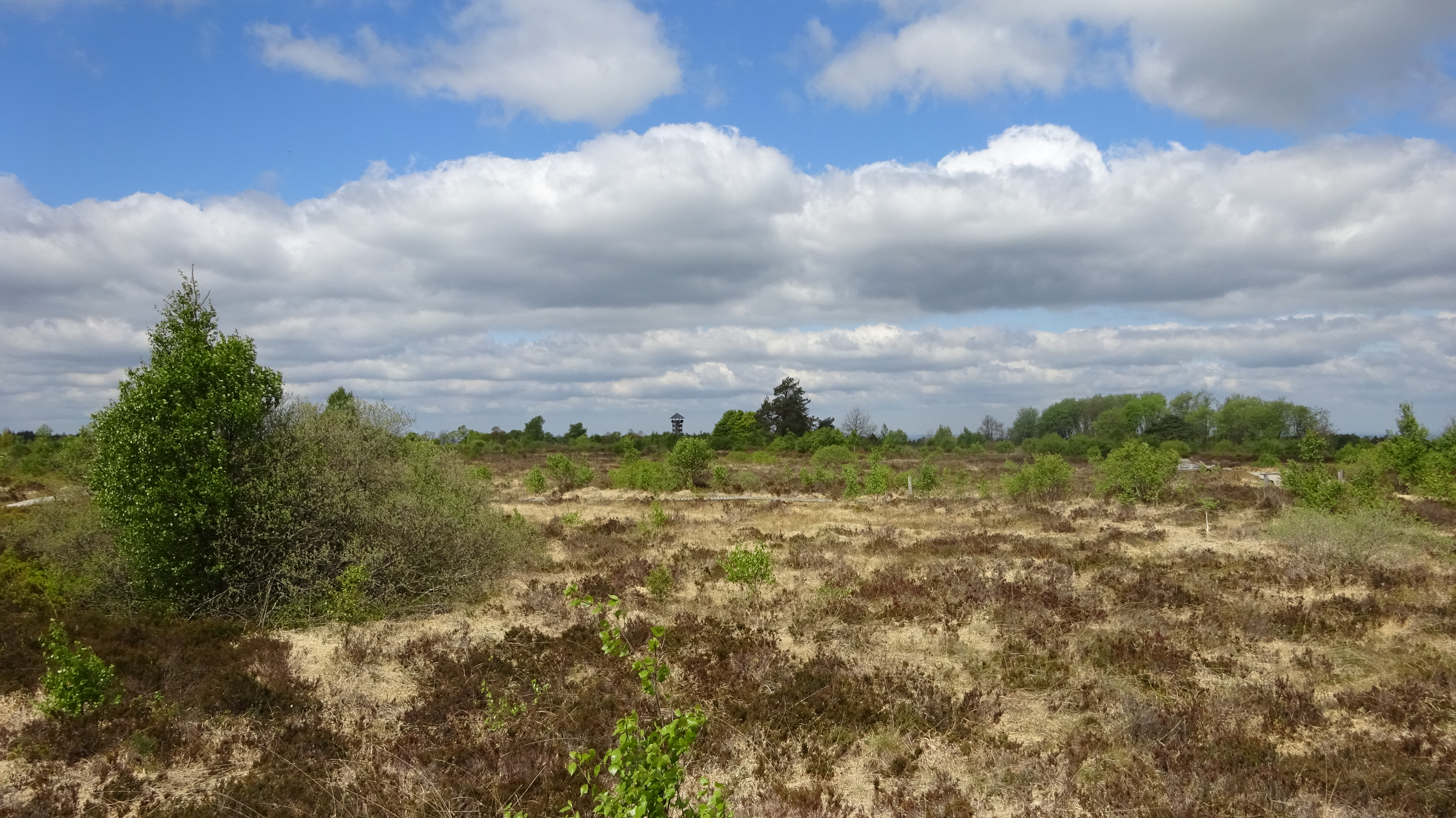
Fagne de Malchamps
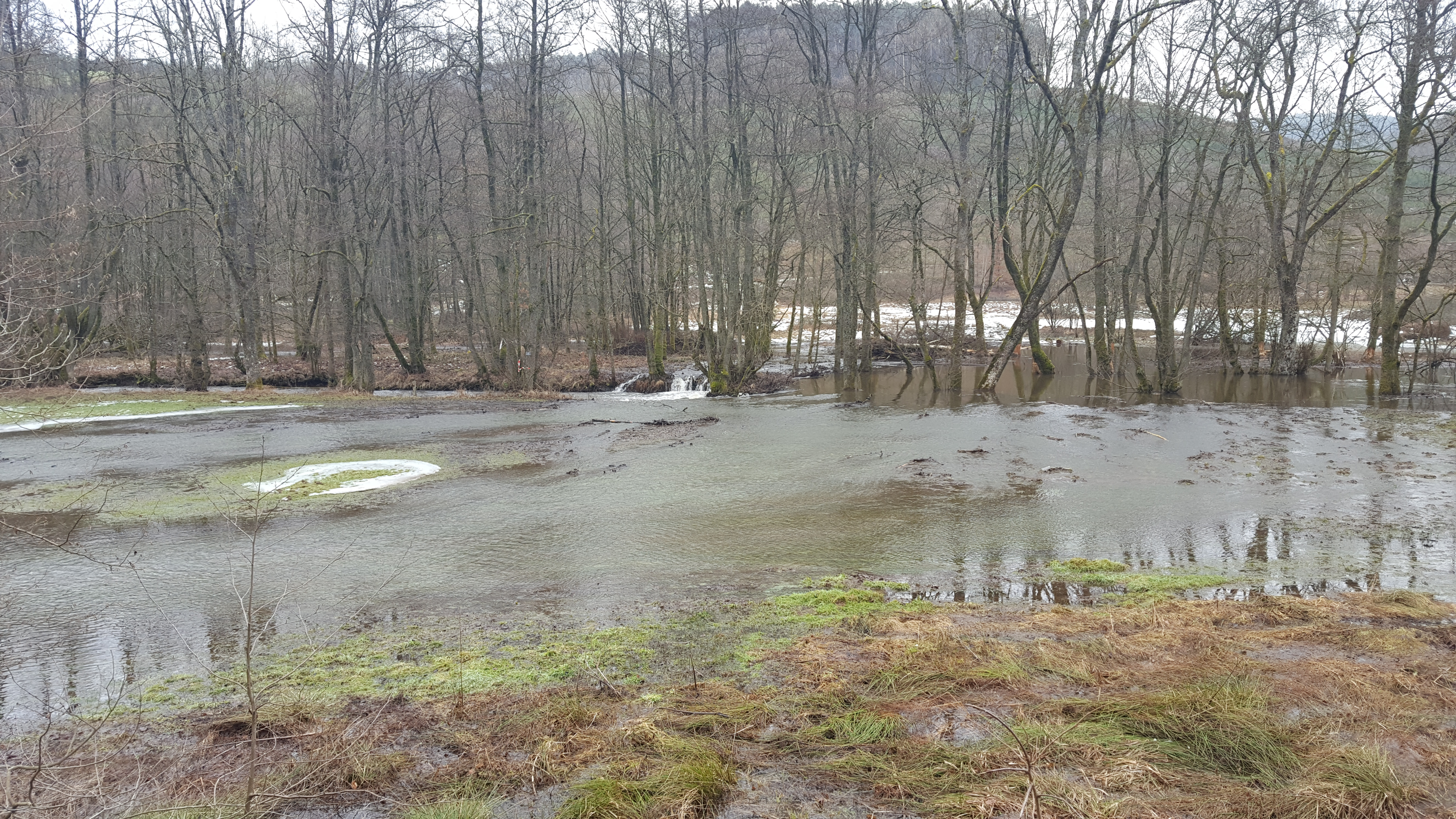
Beverdam in Stoumont
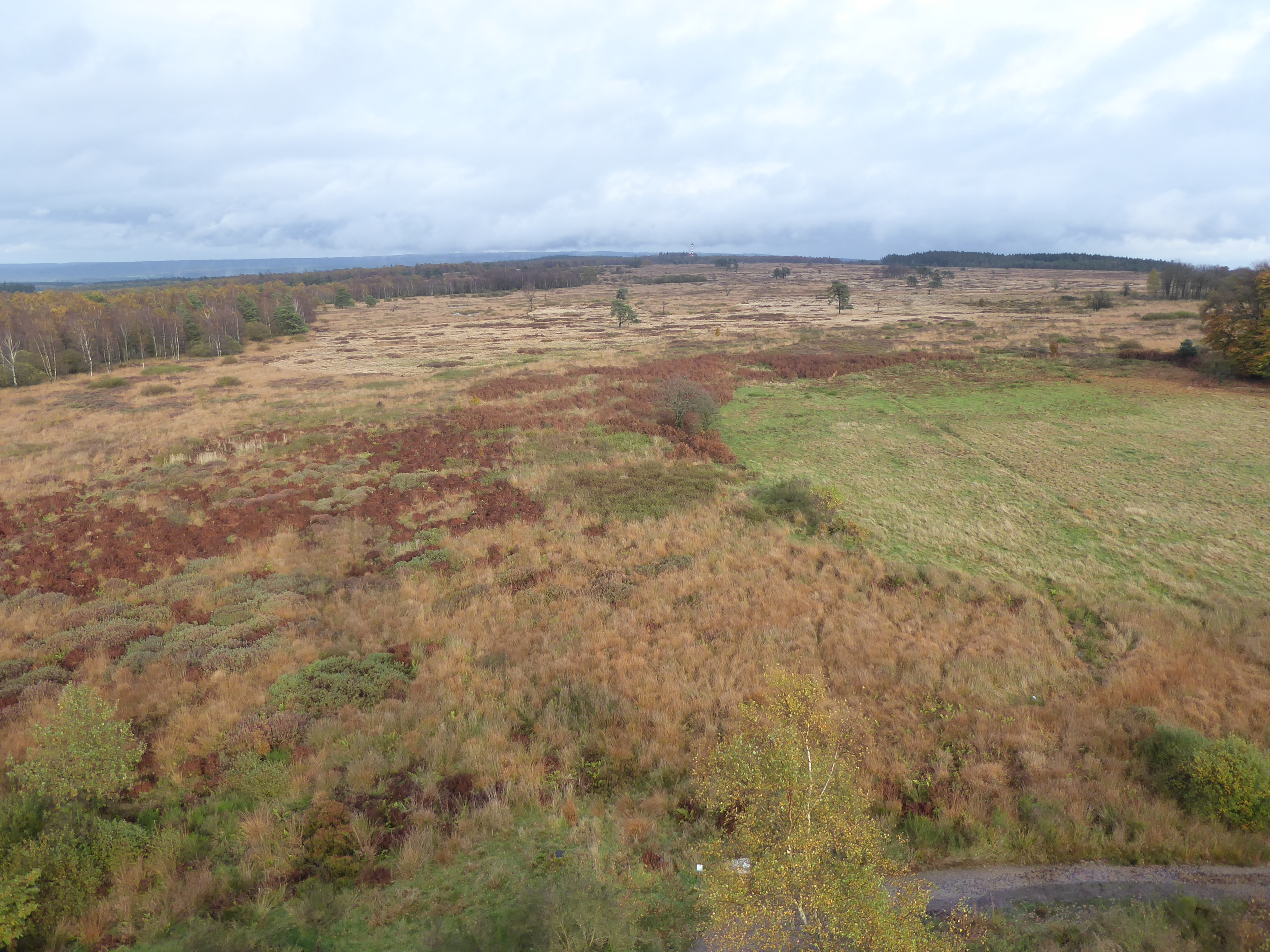
Fagne de Malchamps